# Notobasis
Notobasis là một chi thực vật có hoa trong họ Cúc (Asteraceae).

## Loài
Chi Notobasis gồm các loài: